# Leopold Gregorec

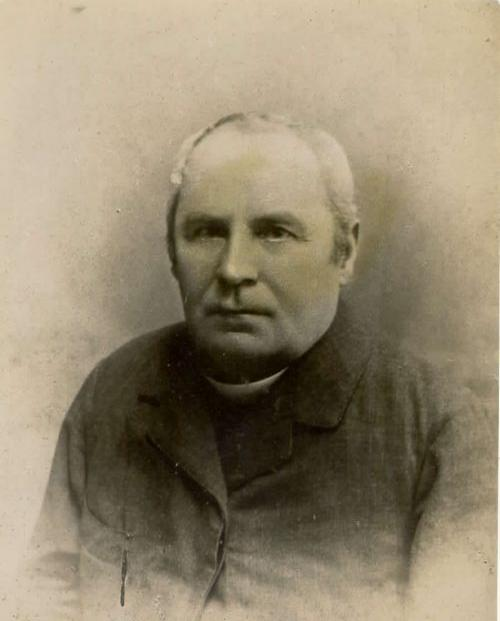
Leopold Gregorec

Leopold Gregorec, auch Lavoslav Gregorec (* 17. Dezember 1839 in Destrnik, Untersteiermark; † 22. Oktober 1924 in Neukirchen (Nova Cerkev) (heute Gemeinde Vojnik), Untersteiermark) war Pfarrer, Redakteur und Abgeordneter zum Österreichischen Abgeordnetenhaus.

## Leben
Leopold Gregorec war Sohn des Schneidergesellen Jožef Gregorec. Nach dem Besuch einer Volksschule in Pettau ging er von 1852 bis 1860 in ein Gymnasium. Zwischen 1860 und 1864 besuchte er ein Priesterseminar in Marburg. Im Jahr 1864 hatte er die Priesterweihe, im Jahr 1869 promovierte er zum Dr. theol. in Graz. Nachdem er in der Seelsorge in der Untersteiermark gearbeitet hatte, war er von 1864 bis 1868 Kaplan in Rötschach, Mahrenberg und St. Ruprecht in Windischbüheln (heute Gemeinde Lenart). Im Jahr 1869 wurde er Dozent für Bibelstudium am Priesterseminar in Marburg, 1885 wurde er Pfarrer und 1895 auch Dechant in Neukirchen.
Von 1875 bis 1885 war Leopold Gregorec Redakteur der katholisch-konservativen Wochenschrift „Slovenski Gospodar“ und einige Zeit auch der „Südsteirischen Post“ in Marburg. Er war auch Obmann des slowenischen katholisch-politischen Vereins in Cilli.
Leopold Gregorec war römisch-katholisch und blieb zeitlebens ledig.

## Politische Funktionen
Leopold Gregorec war vom 29. September 1886 bis zum 23. Januar 1900 Abgeordneter des Abgeordnetenhauses im Reichsrat (VII., VIII. und IX. Legislaturperiode), Kronland Steiermark, Wählerklasse Landgemeinden 8 (Pettau, Friedau, St. Leonhard, Rohitsch, St. Marein, Luttenberg, Oberradkersburg). Er war der Nachfolger des verstorbenen Abgeordneten Božidar Raič.

## Klubmitgliedschaften
Leopold Gregorec war ab 1886 im Klub des rechten Zentrums, ab Mai 1887 fraktionslos, ab 1891 im Klub der Konservativen und ab dem 23. November 1893 im Kroatisch-slowenischen Klub (Hrvatsko-slovenski klub). Ab 1897 gehörte er dem Slavischen christlich-nationalen Verband (Slovanska krščansko-narodna sveza) an.